# Gregorio Paunero Martín
Gregorio Paunero Martín (Madrid, 13 de febrero de 1916-2 de enero de 2017) fue inspector de Hacienda, Vicepresidente del Real Madrid y miembro de la FIFA, entre otras actividades.

## Biografía
Nacido en Madrid en una familia humilde, tuvo dos hermanos (Carlos y María del Carmen, ambos fallecidos) y fue viudo de Casimira Quijada Lesmes. Padre de nueve hijos (Fernando, Rosa María, María Luisa, Pedro, Alberto, Rafael, Miguel, Pablo y Juan), tenía 16 nietos (Pedro, Juan, Marcos, Isabel, Marta, Álvaro, Laura, Luisa, Carlos, Fernando, María, Sofía, Jaime, Beatriz, Jacobo y Javier) y seis bisnietos (Pablo, María, Mateo, María, Ana y Blanca).

## Real Madrid
Gregorio Paunero estuvo vinculado al equipo blanco durante más de 60 años, y en el año 2014 recibió la medalla de brillantes de la mano de su presidente, Florentino Pérez. 
Sus comienzos en el Real Madrid se producen en la década de los años 50, tras la visita que le hicieron el entonces Presidente del Real Madrid, Santiago Bernabéu, y el Secretario técnico, Pablo Hernández Coronado, a su despacho en la Delegación de Hacienda. En esta improvisada reunión se le ofreció a Gregorio la posibilidad de formar parte de la Junta Directiva, a la que finalmente estuvo vinculado durante más de 27 años.
Después de comentar esta visita con su mujer Casimira, Gregorio aceptó este puesto y fue escalando poco a poco pasos en la junta del club, dentro del que él mismo describe como “el club de mis amores”. 
Tras varios años trabajando en el club, en el año 1975 es contable del Real Madrid. Ya por estas fechas, el actual presidente Santiago Bernabéu se empieza a plantear quién será su sucesor, y en los medios de comunicación se hacen diferentes sondeos. Gregorio suena como posible sustituto a la presidencia junto con nombres como el de Alejandro Bérgamo. El entonces jefe de Asesoría jurídica de la entidad, Urcisino Álvarez Suárez, le proponía como candidato (Urcisia Alvarez- ABC) (Balance del primer sondeo ABC). Para Juan Padilla Alba, Gregorio también sonaba como fuerte sustituto debido a su vinculación con el club y su buena relación con Bernabéu.
En ABC le realizaban una pequeña entrevista, junto a otro de los nombres que sonaban con fuerza, Luis de Carlos. (Entrevista ABC).
Dos años después, a principios de febrero de 1977, se retoma el debate de la sucesión de Bernabéu en la presidencia del club de Concha Espina. En un reportaje de ABC (12 de febrero de 1977) se fija como única opción la de Gregorio Paunero (que en esos momentos desempeñaba actividades en la Hacienda Española, además de ocupar la vicepresidencia de la Federación española de fútbol). Se le describe como “el hombre más representativo del club después de Bernabéu” y así lo testifica el periodista José Vicente Hernáez, quien firma el artículo. 
En junio de 1978 falleció su amigo y compañero Santiago Bernabéu, del que Paunero dijo en ABC (3 de junio de 1978, pág. 13): “Es una pena difícil de olvidar. Bernabéu supo dirigir el fútbol con mano firme. Fue un hombre bueno. Hablaremos bien de él hoy, mañana y siempre”.
A pesar del dolor que se vivía en el club blanco, había que sustituir al presidente, y aunque se pensaba que su mano derecha, Raimundo Saporta, ostentaría el cargo, este anunció su negativa. Por tanto, se convocaron elecciones para el 3 de septiembre (ABC, 7 de junio de 1978, pág. 60). Durante los siguientes días los medios fueron especulando sobre los posibles candidatos y sonaban con fuerza los nombres de Paunero y Ramón Mendoza. (AS, 8 de junio 78, pág. 13 / MARCA, 18 de junio de 1978, pág. 13)
Desde el club plantearon a Paunero la posibilidad de convertirse él en Presidente de la entidad. Y durante varios días así fue, hasta que Luis de Carlos mostró su interés también por el puesto y presentó su candidatura (ABC, 22 de junio de 1978. pág. 51). Se barajó la posibilidad continuar con unas elecciones pero Gregorio prefirió no optar a esta lucha y además, figuraba como vicepresidente segundo en la lista de Luis de Carlos. Tal y como y afirmó en una entrevista concedida al diario deportivo MARCA el 18 de junio, lo único que quería era “lo mejor para el equipo”. Además Paunero “no quería que José María García dijera que esto era un cambalache”, cuenta él mismo, que prefirió retirarse de la lucha por el puesto porque, como cuenta, “le iba grande”. “Presidente del Real Madrid. Me parecía que para mí era una categoría muy elevada”, confiesa. Su compañero Luis de Carlos Ortiz estuvo al frente del Real Madrid desde el 3 de septiembre de 1978, (el 27 de julio de 1978 finalizó el plazo para la presentación de los candidatos y fue el único, (ABC, pg 35)) hasta 1985.
Tal y como se estuvo barajando Paunero finalmente sí formó parte de la directiva del Real Madrid bajo la presidencia de Luis de Carlos. A pesar de que se presentó la posibilidad de que no fuese así, por la posible incompatibilidad con su cargo en la Vicepresidencia de la Federación Española de Fútbol (ABC, 31 de agosto de 1978, pg 37), finalmente Paunero ocupó el cargo de Delegado en la junta en la Comisión Económica (ABC, 1 de septiembre de 1978. pg 34).
Pocos días después, el 5 de septiembre, y ya ocupando su cargo, Paunero presentó el presupuesto para la temporada 78-79 que ascendía a 700 millones de pesetas, superando un 18,28% el presupuesto de la temporada anterior que fue de 600 millones.(ABC, 5 septiembre 1978. pg 35)
Durante principios de la década de los 80, en el mes de octubre (AS, 22 de octubre de 1980. pg 4) se reabrió el debate de si Gregorio Paunero era capaz de compaginar su cargo en la entidad blanca con la vicepresidencia de la FEF. A estas especulaciones, él mismo lo aclaró al diario AS: “Primero soy del Madrid; después de la FEF”, a lo que añadió a la entrevista realizada por Luis Miguel González, “Yo he nacido en el Madrid y me debo al Madrid hasta que viva mi nombramiento”. Y así ha seguido siendo hasta la actualidad. Cuando el Real Madrid rompió sus relaciones con la Federación en octubre de 1981, Paunero renunció a la vicepresidencia y se solidarizó con la junta blanca, continuando así vinculado al club de Concha Espina. (ABC, 7 de octubre de 1981, pg 53).
Tal era la unión de Paunero con el Real Madrid, que en diciembre de 1981, los jugadores lucieron un brazalete negro en señal de luto por el fallecimiento de su padre Matías Paunero (ABC, 10 de diciembre de 1981.pp53) en el partido Real Madrid- Rapid de Viena en el que el conjunto blanco se clasificó para los cuartos de final de la Copa de la UEFA.
En marzo de 1982 (ABC, 17 de marzo de 1982. pp 51/El Mundo Deportivo. pp 41) Paunero presenta su dimisión al Madrid para, lo que todo apuntaba, unirse a Ramón Mendoza de cara a las nuevas elecciones. Así fue, pero Mendoza perdió las elecciones y como Paunero aseguró se quedó “compuesto y sin novia”. (ABC, 25 de febrero de 1983. pp 60). En 1985 Ramón Mendoza finalmente consiguió la presidencia (en la que estaría hasta 1995) pero Paunero se negó a ser directivo al considerar que era incompatible con el cargo que ostentaba en esos momentos como director de la Mutualidad de Futbolistas.
A pesar de no haber vuelto a ocupar ningún cargo como directivo dentro del Real Madrid, Gregorio Paunero ha seguido vinculado al equipo. No se ha perdido ningún partido y sigue asistiendo con regularidad al Estado Santiago Bernabéu para ver jugar a su equipo.

## RFEF
A Gregorio Paunero se le nombra vocal el 26 de enero de 1967 (toma posesión del cargo el 7 de febrero de 1967), y una de las primeras decisiones que toma junto a la Comisión Directiva de la Delegación Nacional de Educación Física y Deportes, presidida por Samaranch, fue homenajear a José Antonio Elola, Delegado Nacional de Deportes y Educación Física y Presidente del Comité Olímpico español de 1956 a 1967.
En el año 1970 ya cuando era Tesorero presenta su renuncia al cargo el 17 de septiembre de ese mismo año, entregando una carta al entonces delegado nacional de Educación Física y Deportes Juan Gich. Este lamentó días después la baja de Paunero quien dijo al diario “Deportes” el 23 de septiembre de 1970: “Expreso mi afecto y estima al buen amigo Gregorio Paunero, que ha sabido dar durante su etapa orden, claridad y precisión a su función de tesorero”.
Vuelve 3 años después como vocal de la Junta Directiva, más concretamente en agosto de 1973. El entonces presidente de la Real Federación Española de fútbol, José Luis Perezpapaya, le nombra a él junto a Santiago Foncillas y Teodoro Delgado Pérez. El 3 de junio de 1975 es nombrado vicepresidente primero (MARCA- 4 de junio de 1975, pag 11 + entrevista en MARCA 6 de junio de 1975) y toma posesión del cargo el 12 de junio.
El 20 de julio, ABC Andalucía publica la composición definitiva de la Junta directiva de FEF.
Durante el tiempo que ocupa el cargo acude a diferentes actos en representación de la FEF, como a la entrega de premios de la Federación andaluza de fútbol de la temporada 1974-75 (ABC), la inauguración del nuevo estadio del Rayo Vallecano en junio de 1976 (foto ABC, noticia ABC 6 de junio de 1976) o la reunión entre la Federación y Televisión Española en octubre de 1976, con motivo de la posible futura retrasmisión de algunos partidos de fútbol –el primer partido de fútbol retransmitido en TVE fue en 1954 entre el Real Madrid y Racing-.
En septiembre de 1976 fue nombrado tesorero junto a don José Pérez-Pla, puesto que ocupa hasta finales de año cuando Pablo Porta presenta su dimisión como Presidente de la Federación. Paunero sube de categoría de acuerdo con lo que señalan los Estatutos de la Real Federación Española de Fútbol (4 de diciembre de 1976) aunque Porta retoma su cargo y Paunero vuelve la vicepresidencia.
En junio de 1977 se produce un cambio es la estructura del comité, lo que afecta, entre otras, a la vicepresidencia primera ostentada por Paunero. Queda adjunta a la Presidencia y se le concede el carácter de especialidad financiera con el fin de controlar el gasto de los clubs y encontrar fórmulas que eviten la bancarrota de algunas sociedades o clubs. (ABC, 29 de junio de 1977). Esta última medida se vuelve a presentar en julio de 1978 (ABC, 22 de julio de 1978, pg 31) y es aprobada por unanimidad. Este modelo único permite examinar las cuentas de los clubs, que deben enviar a la Federación semestralmente es estado de la situación presupuestaria a una comisión económica.
En septiembre de 1979 se renuevan los cargos en la Federación y Paunero pasa a ser Vicepresidente Adjunto a la Presidencia en asuntos económicos. (ABC; 8 septiembre 79. pg 33 – aquí el resto de cargos). Puesto que ostenta hasta 1981.
En sus últimos años en el cargo tuvo que hacer frente a una inspección fiscal, que fue solicitada por la propia federación (ABC, 18, julio de 1980. pg 44). El objetivo no es otro que dejar claras las cuentas de la Federación y demostrar la falsedad de la desaparición de entre 300 y 400 millones de pesetas. “Nadie se ha llevado ni una peseta de los fondos de la federación” aseguró Paunero a una entrevista al diario AS en julio de 1980. (Texto resolutivo. ABC, 3 de marzo de 1984. pp41.)
Su presencia en la FEF termina el octubre de 1981 (ABC, 7 de octubre de 1981, pg 53) cuando Real Madrid y federación rompen sus relaciones. Como ya aclarase el propio Paunero al diario AS, “su corazón era blanco”.Su salida “por la puerta grande de la dimisión”, como la calificaría ABC (ABC, 30 de octubre de 1981. pg 47), llegó en momentos difíciles para agrupación. 
El nombre de Paunero siempre ha estado presente dentro de la FEF, ya que dos años después se barajó la posibilidad de que Paunero volviera como tesorero, tal y como Pablo Porta quería (ABC, 25 de febrero de 1983. pp 60) aunque finalmente no fue así. Su nombre vuelve a sonar en abril de 1984, como posible candidato a la presidencia del FEF, aunque tal y como dictaba la ley, no pudo acceder al cargo ya que en ese momento no era miembro del Pleno directo, como sí lo fue los años previos. 
Mundial 78: como vicepresidente de la FEF, Paunero fue presentando a lo largo de 1978, y mientras trabajaba en la preparación del Mundial del 82 en España, los diferentes presupuestos que la federación española de fútbol se gastaría en el Mundial de Argentina. 
En febrero de 1978 (ABC, 16 de febrero de 1978) se publicaron los datos que Paunero había pasado a la agencia EFE, donde se conocía que el presupuesto mínimo de la FEF en Argentina sería de 7 millones de pesetas. De estos, 2,5 millones serían entregados, a modo de aval bancario, a los dueños de la finca ‘La Sofía’ donde se alojaría la selección, para realizar las reformas necesarias.
Este acuerdo se rompió días después (ABC, 9 de marzo de 1978), por lo que Paunero y Kubala pusieron rumbo de nuevo a Argentina en busca de un nuevo lugar donde hospedar a la selección. 
Finalmente el Mundial se lo llevó la anfitriona, que ganó a los Países Bajos 3-1. El podio lo completa Brasil, e Italia quedó en cuarto lugar.
Mundial de 82. Ya en septiembre de 1977 se trabajaba en la preparación del Mundial de 82, y barajaba la posibilidad de que Gregorio Paunero fuese nombrado Vicepresidente Económico. Este cargo se confirmó dos meses después (ABC 19 de noviembre de 1977) cuando se constituyó el Comité Organizador del Mundial. Los cargos quedaron de la siguiente manera: 
Presidente: Pablo Porta / Presidente ejecutivo: José Ángel Zalba. / Vicepresidentes. Asuntos económicos: Gregorio Paunero. Asuntos generales: Manuel Grau. Directo: Manuel Benito. / Miembros: José María Alonso Samaniego, Pablo Catanda, Teodoro Delgado, Agustín Domínguez, Miguel Ángel Eced, Tomás García Arnalot, Manuel Gil, Salvador Gomar, José María Lorente, Andrés Mercé Varela, Julio Guiard y Fernando Perpiñá- Robert.
Parte de la comisión española puso rumbo a Argentina en enero de 1978 para presentar el Mundial. Estaba formada por Manuel Benito, Pablo Porta, Gregorio Paunero, Ladislao Kubala y Andrés Ramires. (ABC, 11 de enero de 1978).
Allí, a parte de no poder presentar la maqueta del campo de Sarriá, que se rompió nada más del avión, la delegación decidió las sedes del Mundial. Serían: Barcelona, Valencia, Sevilla, Bilbao y Madrid.

## FIFA
La vida de Paunero dentro del ámbito futbolístico también se amplía a la F.I.F.A de la que fue elegido en 1978 (ABC, 14 de noviembre de 1978. pg 60) dentro de la comisión técnica. A su vez, Pablo Porta fue incorporado como vocal del Comité Ejecutivo y junto a él, Agustín Domínguez fue miembro de la Comisión de relaciones públicas, y Andrés Mercé Varela, miembro de la comisión de prensa y publicaciones.
No fue hasta mayo del año siguiente (ABC, 20 de mayo de 1979. pg 57) cuando tomaron posesión de sus cargos. 
Paunero fue reelegido para el cargo en diciembre de 1989 (ABC, 3 de diciembre de 1989), cuando Pablo Porta fue designado Presidente de la Comisión de Asuntos Legales.

## Otras actividades

### Agencia EFE
Consejero delegado, finales de los 60, principios de los 70.

### Mutualidad de futbolistas
En septiembre de 1984, Pablo Porta, hombre que confiaba plenamente en Paunero, lo nombró gerente de la mutualidad de futbolistas (Mundo Deportivo, 5 de septiembre de 1984. pp 40), un cargo que fue confirmado ese mismo mes (ABC, 15 de septiembre de 1984. pp63 y 54) con la prácticamente unanimidad de votos a favor de Paunero, a excepción del de Gustavo Losa.

### Instituto Tajamar
Presidente entre 1989 y 1997.